# 廖芳潔
廖芳潔（11月4日—），臺灣女性新聞主播，現任鏡電視新聞台主播、《鏡新聞調查報告》主持人及製作人、鏡電視勞工董事兼任發言人。曾任職於TVBS新聞台記者、主播、三立新聞台《台灣大頭條》當家主播。

## 學歷
- 國立台灣大學中國文學系、副修傳播學程。

## 經歷
- 中天新聞台政治組記者、主播
- TVBS新聞台政治組記者、氣象主播、主播、主持人
- 2018年11月—2021年5月：三立新聞台主播、《台灣大頭條》當家主播、主持人[2][3]
- 2021年7月–至今：鏡電視新聞台主播、《鏡新聞調查報告》主持人、勞工董事、發言人。

## 主持節目及播報時段
- 每日《鏡新聞調查報告》

## 曾主播過或主持過的節目
| 時間                         | 頻道         | 節目                                             | 備註               |
| 2011年-2018年10月            | TVBS新聞台   | 《整點新聞》                                     | 記者主播           |
| 2011年-2018年10月            | TVBS新聞台   | 《最前線新聞》                                   | 主播               |
| 2011年-2018年10月            | TVBS新聞台   | 《十點不一樣》                                   | 主播               |
| 2011年-2018年10月            | TVBS新聞台   | 《全球進行式》                                   | 主持人             |
| 2018年12月24日-2021年5月14日 | 三立新聞台   | 《台灣大頭條》                                   | 當家主播           |
| 2019年8月31日-2019年11月16日 | 三立新聞台   | 《能戰!全民新視界》第一季                        | 主持人             |
| 2020年9月12日-2020年12月5日  | 三立新聞台   | 《能戰!全民新視界》第二季                        | 主持人             |
| 2022年2月9日-至今            | 鏡電視新聞台 | 《鏡新聞調查報告》（晚間20:00~21:30）            | 主播、主持人       |
| 2022年8月7日-2023年10月14日  | 鏡電視新聞台 | 《領航者》(週日22:00~23:00)                      | 主持人             |
| 2022年11月26日               | 鏡電視新聞台 | 《九合一大選開票特別報導16~18時段》              | 即時開票主播       |
| 2023年10月10日               | 鏡電視新聞台 | 《2023年中華民國國慶慶典》直播                   | 主播(和主播王顯瑜) |
| 2024年1月13日                | 鏡電視新聞台 | 《2024年新總統新國會—大選開票特別報導16~20時段》 | 即時開票主播       |

## 外部連結
- 鏡新聞主播 - 廖芳潔 （页面存档备份，存于）
- 廖芳潔的Facebook專頁
- 廖芳潔的Instagram帳戶